# Open des Émirats arabes unis
L’Open des Émirats arabes unis est une compétition de taekwondo organisée annuellement par la Fédération des Émirats arabes unis de taekwondo et karaté.
Ce tournoi est un événement majeur dans le calendrier mondial du fait de son label « WTF-G2 ».

## Palmarès hommes
| WTF-G2 | WTF-G2                    | WTF-G2                     | WTF-G2              | WTF-G2                 | WTF-G2               | WTF-G2                  | WTF-G2              | WTF-G2               |
| Année  | -54 kg                    | -58 kg                     | -63 kg              | -68 kg                 | -74 kg               | -80 kg                  | -87 kg              | +87 kg               |
| ------ | ------------------------- | -------------------------- | ------------------- | ---------------------- | -------------------- | ----------------------- | ------------------- | -------------------- |
| 2022   | Sayat Turekul             | Jang Jun                   | Zaid Alhalawani     | Ulugbek Rashitov       | Jasurbek Jaysunov    | Toni Kanaet             | Fahed Sbeihi        | Kang Yeon-Ho         |
| 2020   | Yelzhan Yelshibay         | Zaid Alhalawani            | Leon Glasnovic      | Zaid Kareem            | Abolfazl Yaghoubi    | Apostolos Telikostoglou | Icaro Soares        | Carlos Sansores      |
| WTF-G1 |                           |                            |                     |                        |                      |                         |                     |                      |
| 2019   | Abdulelah Yahya Asiri     | Zaid Alhalawani            | Kazybek Baktiyaruly | Nursultan Mamayev      | Ahmad Abughaush      | Rakhym Adilkhanov       | Smaiyl Duisebay     | Hamza Kattan         |
| 2018   | Mohamed Al Tamimi         | Sukhrob Bobobekov          | Nikita Pushanko     | Ahmad Abughaush        | Dmitry Artyukhov     | Nurlan Myrzabayev       | Mirzonozim Sharapov | Hamza Kattan         |
| 2017   | Vladimir Gritsenko        | Mikhail Artamonov          | Bolat Izutdinov     | Nursultan Mamayev      | Maksim Khramtcov     | Anton Kotkov            | Vladislav Larin     | Oleg Kuznetcov       |
| WTF-G2 |                           |                            |                     |                        |                      |                         |                     |                      |
| 2015   | Mourad Laachraoui         | Farzan Ashour Zadeh Fallah | Jaouad Achab        | Behnam Asbaghikhanghah | Alireza Nassrazadany | Aaron Cook              | Mahdi Khodabakhshi  | Sajjad Mardani       |
| 2016   | Armin Hadipour Seighalani | Tawin Hanprab              | Jaouad Achab        | Ahmad Abughaush        | Seif Eissa           | Richard Ordemann        | Omid Amidi          | Arman-Marshall Silla |
| WTF-G1 |                           |                            |                     |                        |                      |                         |                     |                      |
| 2015   | Mourad Laachraoui         | Farzan Ashour Zadeh Fallah | Jaouad Achab        | Behnam Asbaghikhanghah | Alireza Nassrazadany | Aaron Cook              | Mahdi Khodabakhshi  | Sajjad Mardani       |
| 2014   | Sergej Kolb               | Stipe Jarloni              | Jaouad Achab        | Ruebyn Richards        | Torann Maizeroi      | Aaron Cook              | Jasur Baykuzigyev   | Volker Wodzich       |
| 2013   | Ali Almershad             | Yaser Mphammed             | Kim Daewoon         | Balla Dièye            | Kim Donghoo          | Mehran Askari           | Hyeongs Yoo         | Min-Su Kim           |

## Palmarès femmes
| WTF-G2 | WTF-G2               | WTF-G2                 | WTF-G2           | WTF-G2                  | WTF-G2              | WTF-G2           | WTF-G2          | WTF-G2           |
| Année  | -46 kg               | -49 kg                 | -53 kg           | -57 kg                  | -62 kg              | -67 kg           | -73 kg          | +73 kg           |
| ------ | -------------------- | ---------------------- | ---------------- | ----------------------- | ------------------- | ---------------- | --------------- | ---------------- |
| 2022   | Teodora Jovic        | Supharada Kisskalt     | Ela Aydin        | Lee Ah-reum             | Feruza Sadikova     | Julyana Al-Sadeq | Alema Hadzic    | Svetlana Osipova |
| 2020   | Özlem Gürüz          | Rukiye Yıldırım        | Su Po-ya         | Hatice Kübra İlgün      | Natali Hamaidi      | Julyana Al-Sadeq | Nur Tatar       | Nafia Kuş        |
| WTF-G1 |                      |                        |                  |                         |                     |                  |                 |                  |
| 2019   | Soukaina Sahib       | Tan Xueqin             | Wu Jingyu        | Zhou Lijun              | Natali Hamaidi      | Zhang Mengyu     | Cansel Deniz    | Meruert Tkebaeva |
| 2018   | Aidana Yedilbayeva   | Ainagul Batyr          | Latika Bhandari  | Klaudija Tvaronaviciute | Ola Aldoseri        | Julyana Al-Sadeq | Aigul Yelubay   | Meruert Tkebaeva |
| 2017   | Regina Sakhautdinova | Svetlana Igumenova     | Tatiana Minina   | Ekaterina Kim           | Tatiana Skrypnikova | Polina Khan      | Karina Zhdanova | Olga Ivanova     |
| WTF-G2 |                      |                        |                  |                         |                     |                  |                 |                  |
| 2016   | Kyriaki Kouttouki    | Panipak Wongpattanakit | Lucija Zaninović | Nikita Glasnovic        | Hedaya Malak        | Farida Azizova   | Tina Røe Skaar  | Reshmie Oogink   |
| WTF-G1 |                      |                        |                  |                         |                     |                  |                 |                  |
| 2015   | Kyriaki Kouttouki    | Tijana Bogdanovic      | Indra Craen      | Nikita Glasnovic        | Nina Klaey          | Elin Johansson   | Reshmie Oogink  | Tina Røe Skaar   |
| 2014   | Sümeyye Manz         | Yasmina Aziez          | Ana Zaninović    | Jade Jones              | Nina Klaey          | Haby Niaré       | Reshmie Oogink  | Gwladys Épangue  |
| 2013   | Reem Aldoy           | Kim Ye Eun             | Haein An         | Nikita Glasnovic        | Arreum Kim          | Pooreum Lee      | Chanmi Kim      | Hyejin Lee       |